# Forever (single van Jack Jersey)
Forever is een lied van Jack Jersey dat hij samen met Jacques Verburgt schreef. Het was de titelsong van zijn elpee in 1977 en hij bracht het daarnaast uit op een single. Op de B-kant staat Honey babe dat eveneens door hem werd geschreven.
De single bereikte in Nederland de Tipparade en de Tip 30, maar wist niet door te breken naar de hoofdlijsten.
Het is een liefdeslied, waarin hij zingt dat zijn geliefde de enige is die zijn gebroken hart een melodie kan geven.